# Sârbi
Sârbi est une commune roumaine du județ de Bihor, en Transylvanie, dans la région historique de la Crișana et dans la région de développement Nord-Ouest.

## Géographie
La commune de Sârbi est située dans le nord du județ, dans la plaine de la Barcău, à 30 km au nord-est d'Oradea, le chef-lieu du județ.
La municipalité est composée des sept villages suivants, nom hongrois, (population en 2002) :
- Almașu Mic, Szalárdalmás (175) ;
- Burzuc, Borszag (1 013) ;
- Chioag, Kővág (228) ;
- Fegernic, Almásfegyvernek (366) ;
- Fegrenicu Nou, Újfevyvernek (44) ;
- Sârbi, Alsótótfalu (1 018), siège de la commune ;
- Sarcău, Szarkó (104).

## Histoire
La première mention écrite du village de Sârbi, dont le nom dérive du mot "serbe" date de 1291 où il apparaît comme un fief de la famille Csaki appartenant à la principauté de Menumorout.
La commune, qui appartenait au royaume de Hongrie, en a donc suivi l'histoire.
Après le compromis de 1867 entre Autrichiens et Hongrois de l'empire d'Autriche, la principauté de Transylvanie disparaît et, en 1876, le royaume de Hongrie est partagé en comitats. Sârbi intègre le comitat de Bihar (Bihar vármegye).
À la fin de la Première Guerre mondiale, l'Empire austro-hongrois disparaît et la commune rejoint la Grande Roumanie au traité de Trianon.
En 1940, à la suite du deuxième arbitrage de Vienne, elle est annexée par la Hongrie jusqu'en 1944, période durant laquelle sa petite communauté juive est exterminée par les nazis. Elle réintègre la Roumanie après la Seconde Guerre mondiale au traité de Paris en 1947.

## Politique
| Période                                  | Période  | Identité       | Étiquette | Qualité |
| ---------------------------------------- | -------- | -------------- | --------- | ------- |
| Les données manquantes sont à compléter. |          |                |           |         |
|                                          | 2012     | Nicolae Ghuiro | PNL       |         |
| 2012                                     | En cours | Gavril Herman  | PSD       |         |

| Parti | Parti                                      | Sièges |
| ----- | ------------------------------------------ | ------ |
|       | Parti social-démocrate (PSD)               | 6      |
|       | Parti national libéral (PNL)               | 4      |
|       | Alliance des libéraux et démocrates (ALDE) | 1      |

## Religions
En 2002, la composition religieuse de la commune était la suivante :
- Chrétiens orthodoxes, 54,80 % ;
- Pentecôtistes, 31,17 % ;
- Catholiques romains, 6,89 % ;
- Baptistes, 4,47 % ;
- Grecs-Catholiques, 1,62 % ;
- Réformés, 0,79 %.

## Démographie
En 1910, à l'époque austro-hongroise, la commune comptait 2 721 Roumains (70,99 %), 676 Hongrois (17,64 %), 387 Slovaques (10,10 %) et 25 Allemands (0,65 %),.
En 1930, on dénombrait 3 655 Roumains (87,82 %), 431 Slovaques (9,65 %), 322 Hongrois (7,21 %), 38 Juifs (0,85 %), 10 Allemands (0,22 %) et 11 Roms (0,25 %).
En 1956, après la Seconde Guerre mondiale, 4 810 Roumains (85,71 %) côtoyaient 462 Slovaques (8,23 %), 287 Hongrois (5,11 %), 41 Roms (0,73 %) et 8 rescapés juifs (0,14 %).
En 2002, la commune comptait 2 806 Roumains (92,97 %), 93 Hongrois (3,08 %), 93 Slovaques (3,08 %)  et 26 Roms (0,86 %). On comptait à cette date 1 239 ménages et 1 404 logements.
| 1880  | 1890  | 1900  | 1910  | 1920  | 1930  | 1941  | 1956  | 1966  |
| ----- | ----- | ----- | ----- | ----- | ----- | ----- | ----- | ----- |
| 2 293 | 3 021 | 3 491 | 3 833 | 4 092 | 4 467 | 5 145 | 5 612 | 5 539 |

| 1977  | 1992  | 2002  | 2007  | - | - | - | - | - |
| ----- | ----- | ----- | ----- | - | - | - | - | - |
| 5 116 | 3 466 | 3 018 | 2 758 | - | - | - | - | - |

## Économie
L'économie de la commune repose sur l'agriculture et l'élevage.

## Communications

### Routes
Sârbi est située sur la route régionale DJ767 qui mène au nord vers Fegernic et la nationale DN19 Oradea-Marghita et au sud vers Burzuc, Chioag, Almași Mic et la DN Oradea-Cluj-Napoca.

## Lieux et monuments
- Sârbi, église orthodoxe datant de 1861[7]